# كاميرون براناجان
كاميرون مارك توماس براناجان (بالإنجليزية: Cameron Mark Thomas Brannagan)‏ مواليد 9 مايو 1996 في مانشستر، هو لاعب كرة قدم إنجليزي يلعب مع أكسفورد يونايتد كلاعب وسط. مثّل منتخب إنجلترا لكرة القدم فئة الشباب.

## مرحلة الشباب

### أندية لعب لها
- نادي ليفربول

## المسيرة الاحترافية

### أندية لعب لها
- نادي ليفربول

## روابط خارجية
- كاميرون براناجان على موقع الاتحاد الأوربي (الإنجليزية)
- كاميرون براناجان على موقع قاعدة بيانات كرة القدم.إي يو (الإنجليزية)
- كاميرون براناجان على موقع Soccerbase.com (لاعب) (الإنجليزية)
- كاميرون براناجان على موقع Soccerway.com (الإنجليزية)
- كاميرون براناجان على موقع عالم كرة القدم.نت (الإنجليزية)
- كاميرون براناجان على موقع AS.com (الإسبانية)
- كاميرون براناجان على موقع GSA (الإنجليزية)